# May of Sorrow
May of Sorrow — український рок-квінтет, що грає у стилі пост-хардкор. Заснований у 2008 році у Полтаві.
На той час у групі було лише два учасники: Олександр Чернявський і Микита Карчевський. Перша репетиція, вже з вокалістом Ярославом Вербовим, відбулася навесні 2008 року. Після розбіжностей і «притирок», до групи приєдналися ще двоє учасників, і вже 19 лютого 2009 року, «May Of Sorrow» відзначили свій День народження, коли відіграли перший концерт у складі: Микита Карчевський (ударні), Олександр Чернявський (гітара), Юрій Кузуб (бас гітара), Олександр Граков (гітара) та Ярослав Вербовий (вокал). У 2011 році групу покинув Олександр Граков, на місце якого прийшов Ярослав Латуненко. У такому складі гурт грає на даний момент. Нещодавно гурту «May Of Sorrow» виповнилося 4 роки. Найкращими альбомами визнані: «May of Sorrow», «Crossroads», «Another Side vol.1».
За роки свого існування гурт випустив 3 альбоми, 9 синглів та відзняв 8 відеокліпів.

## Склад гурту

### Теперішній склад
- Микита Карчевський (ударні)
- Олександр Чернявський (гітара)
- Юрій Кузуб (бас гітара)
- Андрій Купко (гітара)
- Ярослав Вербовий (вокал)

### Колишні учасники
- Олександр Граков (гітара)

У записі деяких пісень також брав участь клавішник - Олексій Олешко.

## Дискографія

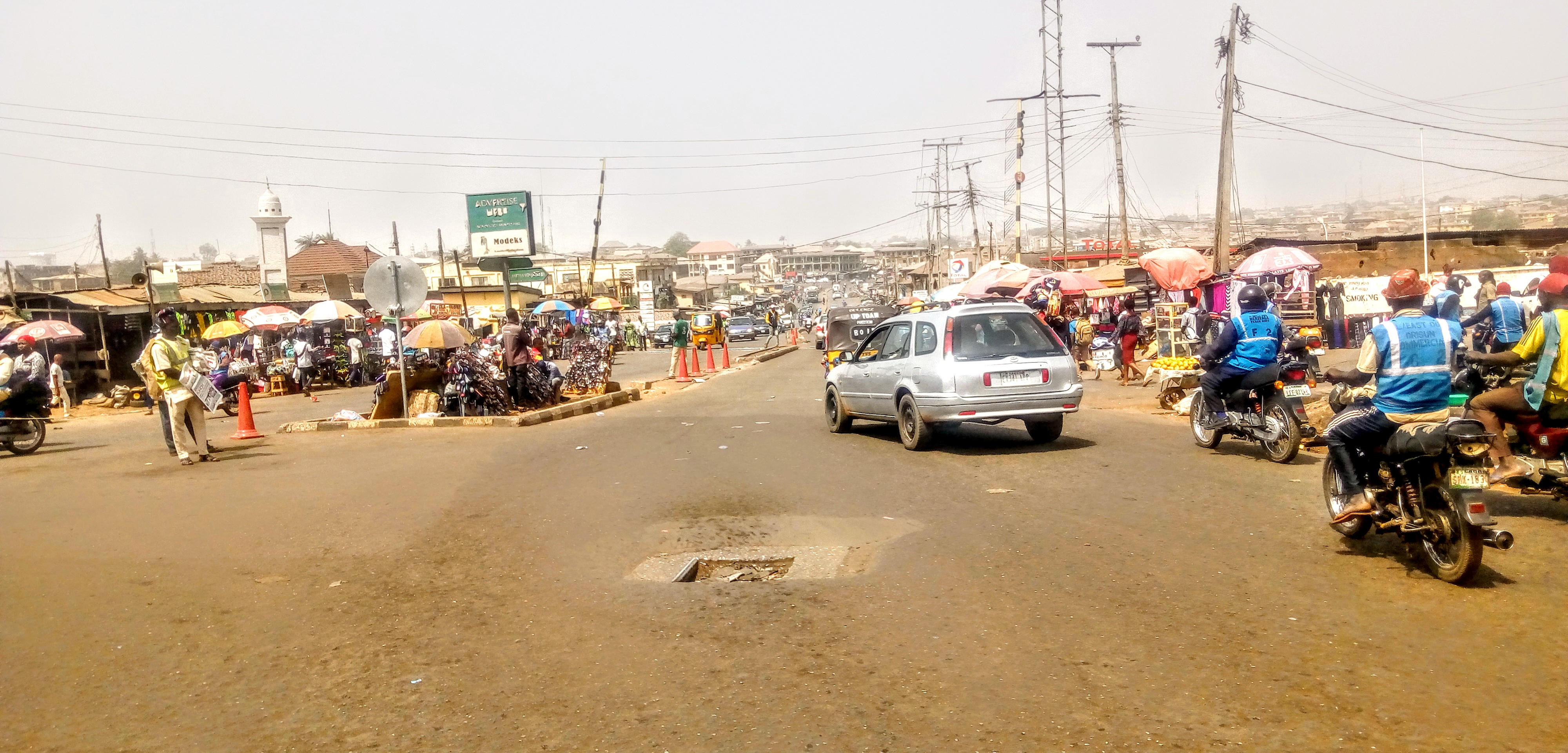
Гурт "May of Sorrow" у 2011;
Альтернативна версія обкладинки альбому Crossroads

### Альбоми
| Рік  | Назва                     |
| ---- | ------------------------- |
| 2010 | May of Sorrow             |
| 2011 | Crossroads                |
| 2011 | Another Side (мініальбом) |

### Сингли
- 2010 - «Long Way Home»
- 2010 - «It's My Desire»
- 2011 - «Never Give Up»
- 2011 - «Remain Me»
- 2011 - «Time After Time»
- 2012 - «My Way»
- 2013 - «Песок»
- 2013 - «No Matter»
- 2014 - «Holding on»
- 2015 - «Deep Inside»

## Відеографія
- Живой квадрат, випуск № 19 (концертний запис, 2013)

### Відеокліпи
- It's my Desire (2010)
- Long way home (2011)
- Time After Time (2011)
- Remain Me (2011)
- «Песок» (разом з ТонкаяКраснаяНить, 2012)
- «4 Years Together» (неофіційне) (2013)
- «Here To Stay» (live, 2013)
- No Matter (2013)